# ملاقات با شیطان
ملاقات با شیطان (به انگلیسی: Meet Evil) یک فیلم معمایی، جنایی، درام و دلهره‌آور آمریکایی محصول سال ۲۰۱۲ به کارگردانی کریس فیشر است. این فیلم بر اساس رمان ملاقات با شیطان نوشته توماس برگر در سال ۱۹۹۲ ساخته شده‌است. ساموئل ال. جکسون و لوک ویلسون در این فیلم ایفای نقش می‌کنند.
داستان درمورد فردی به نام جان است که مجبور می‌شود به دنبال ریکی برود که دست به کارهای خطرناک بزند تا با تغییر خود از یک آدم ترسو و گوشه‌گیر به یک قهرمان تبدیل شود و … 

## داستان
- جان توسط یک غریبه مرموز به سفری پر از قتل برده می‌شود که این شوهر و پدر سست اراده و سرخورده را به قهرمانی ناامید تبدیل می‌کند که حاضر است برای محافظت از خانواده‌اش به هر کاری دست بزند.
- جان، (لوک ویلسون) مشاور املاک، بدشانسی آورده است: تولدش است و تازه اخراج شده، خانه‌اش در حال مصادره است و زندگی مشترکش رو به زوال است. او با همسرش، جونی، (لسلی بیب) مشاجره داشته و همسرش فرزندانش را با خود برده است. ناگهان، غریبه‌ای در می‌زند و درخواست کمک می‌کند. ریچی (ساموئل ال جکسون) می‌گوید ماشینش روشن نمی‌شود، بنابراین جان به هل دادن آن کمک می‌کند، اما پایش آسیب می‌بیند و ریچی پیشنهاد می‌دهد او را به بیمارستان ببرد. در راه، جان متوجه می‌شود که ریچی یک روانی است که به قتل دست زده است. ریچی جان را در جاده رها می‌کند و به او می‌گوید که به دیدن جونی و فرزندانش خواهد رفت. در همین حال، کارآگاهان فرانک (موس واتسون) و راجرز به جان مشکوک می‌شوند که قاتل زنجیره‌ای واقعی است و ...

## بازخوردها
در سایت جمع‌آوری نظرات منتقدان، راتن تومیتوز، بر اساس رای ۸ نقد، ۱۳٪ امتیاز مثبت به فیلم «ملاقات با شیطان» داده است که میانگین امتیاز آن ۴ از ۱۰ می‌باشد.